# Conocrana
Conocrana là một chi bướm đêm thuộc họ Noctuidae.